# Movile
Movile (rum. Peștera Movile) – jaskinia w okręgu Konstanca w Rumunii, odkryta przez Cristiana Lascu w 1986, kilka kilometrów od wybrzeża Morza Czarnego. Znana jest ze swego unikalnego podwodnego ekosystemu bogatego w siarkowodór i dwutlenek węgla, z bardzo niewielką ilością tlenu. Życie w tej jaskini było odseparowane od świata zewnętrznego przez ostatnie 5,5 miliona lat i jest oparte całkowicie na chemosyntezie, a nie fotosyntezie.
W jaskini znaleziono ponad 48 gatunków zwierząt, z czego 33 gatunki są endemiczne, wśród nich bezkręgowce: Nepa anophthalma (z rodziny Nepidae), Agraecina cristiani (z rodziny Liocranidae), Armadillidium tabacarui (z rodziny Armadillidiidae), Trachelipus troglobius (z rodziny Trachelipodidae), Haemopis caeca (z rodziny Haemopidae), Helobia dobrogica (z rodziny Hydrobiidae).